# Хайрутдинов, Минигарей Калмутдинович
Минигаре́й Калмутди́нович Хайрутди́нов (1930—2001) — советский, российский тренер по боксу. Тренер спортивных обществ «Енбек» и «Динамо», личный тренер таких боксёров как Станислав Болдырев, Владимир Каримов, Абдрашит Абдрахманов, один из основоположников казахской школы бокса. Заслуженный тренер Казахской ССР (1967). Заслуженный тренер РСФСР (1980).

## Биография
Родился 28 июля 1930 года.
С юных лет активно занимался боксом, на соревнованиях представлял добровольное спортивное общество «Енбек» из города Балхаш Карагандинской области, позже состоял в физкультурно-спортивном обществе «Динамо».
В 1950 году одержал победу на чемпионате Казахской ССР, в 1952 году стал серебряным призёром Спартакиады республик Средней Азии и Казахстана, в 1956 году ему было присвоено звание мастера спорта СССР по боксу. Представлял общество «Буревестник». В общей сложности провёл на ринге 121 бой, из которых выиграл 106.
Ещё будучи действующим боксёром, Хайрутдинов осуществлял тренерскую деятельность в городе Балхаш. В 1960-х годах работал тренером в боксёрской секции на Центральном стадионе в Алма-Ате, преподаватель Казахского государственного института физической культуры. За достижения в 1967 году удостоен почётного звания «Заслуженный тренер Казахской ССР» — считается одним из основоположников казахской школы бокса. В 1969 году переехал на постоянное жительство в Новгород, работал тренером в Пскове, затем в течение многих лет проживал в Ленинграде, где так же продолжал работать тренером. С 1980 года имеет звание «Заслуженный тренер РСФСР».
Подготовил ряд боксёров и специалистов в области бокса. Один из самых титулованных его воспитанников — мастер спорта Владимир Каримов, двукратный чемпион СССР, пятикратный чемпион Казахстана. Другой его ученик, мастер спорта Станислав Болдырев, стал тренером по боксу, один из пяти казахстанских заслуженных тренеров СССР в этом виде спорта. Под руководством Хайрутдинова тренировался первый в Казахстане мастер спорта международного класса Абдрашит Абдрахманов, дважды чемпион СССР, киноактёр.
Умер в 2001 году. Похоронен в колумбарии Богословского кладбища в Санкт-Петербурге.
Ежегодно в Алма-Ате проходит юношеский международный мемориальный турнир по боксу памяти М. К. Хайрутдинова.